# Crime organisé marocain
La mafia marocaine (en arabe : « مافيا مغربية » ; en berbère : « ⵍⵎⵖⵔⵉⴱ ⵎⴰⴼⵉⴰ ») ou crime organisé marocain est le terme général utilisé pour désigner les diverses organisations criminelles basées au Maroc et à l'étranger et dont les membres sont Marocains ou d'origine marocaine, la majorité des mafieux marocains sont originaires de la région du Rif. Le crime organisé marocain comprend plusieurs parties, voire plusieurs bandes alliées ou rivales. Certaines font partie de la diaspora marocaine, d'autres, natives du Maroc, commettent leur crime dans le royaume. Très actives à l'étranger, elles sont plus particulièrement formées et actives à Amsterdam aux Pays-Bas et à Anvers en Belgique. La capitale de la mafia Marocaine se trouve à Nador et ses provinces, plus précisément Beni Chiker.

## Répartition géographique du crime organisé marocain
Les plus connus et les plus importants sont :

## AuMaroc
- la Mocro Maffia ; Amsterdam et Anvers
- la bande Scarface ; Belgique et Pays-Bas
- les Kamikaze Riders ; Bruxelles
- les Los Suecos ; Costa del Sol
- la Audi-bende ; Utrecht
- le milieu marocain rifain (actif dans la région du Rif) ; Nador, Al Hoceïma, Melilla, Ceuta et Algésiras
- Immigrés marocains opérant en Allemagne[3]
- le milieu marocain casablancais (actif dans la région de la Chaouia)[4],[5]

## Activités

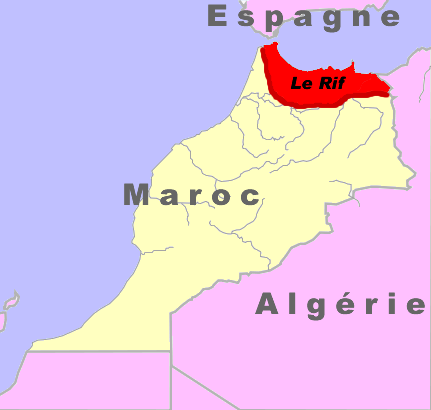
Localisation du Rif, premier lieu de production et de transformation de haschich au monde.

Des criminels marocains sont implantés aux Pays-Bas et en Belgique où de nombreux réseaux appelés en général « Mocro Maffia », divisé en plusieurs bandes rivales serait impliqué dans plusieurs assassinats et règlements de comptes.
Au Maroc :
- Trafic de drogue[7]
- Immigration illégale[8]
- Proxénétisme[9]
- Corruption de fonctionnaires[10]
- Contrefaçon[11]
- Cybercrime[12]

En Europe :
- Trafic de drogue
- Vol de voiture[13]
- Vandalisme[14]
- Contrat d'assassinat
- Blanchiment d'argent[15]
- Braquages[16]
- Trafic d'armes[17]
- Homicides
- Attentat[18]

## Localisation

### Maroc

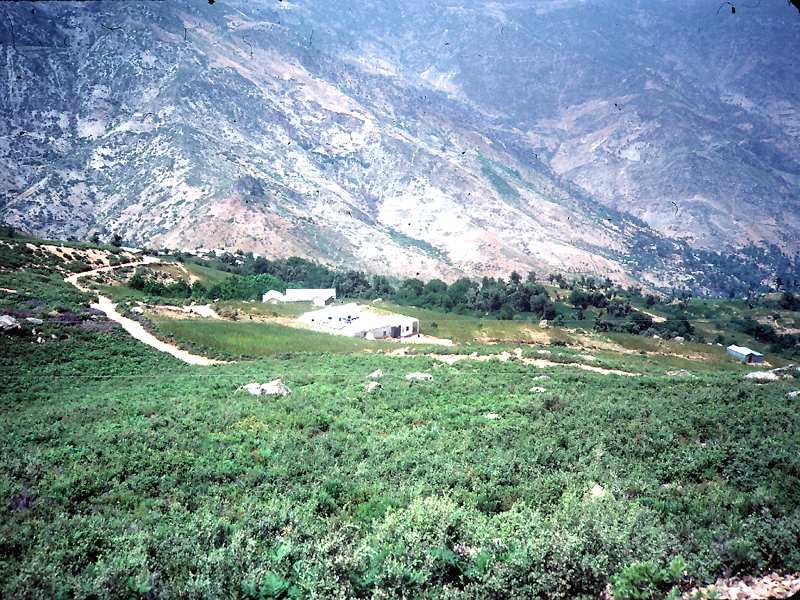
Champs de cannabis dans le Rif, au Maroc.

Le Maroc est depuis de longues années le premier producteur de cannabis au monde. Avec sa région montagneuse du Rif, des milliers de trafiquants se mettent en activité pour transporter la drogue vers l'Europe via les ports de Tanger, Ceuta et Melilla.
Étalés officiellement sur une superficie de 47 400 hectares, les champs de cannabis s’étendent environ d’Al Hoceïma à Tanger. Au Moyen Âge, déjà, les agriculteurs cultivaient ces plantes dans cette région pour en extraire du cannabis ou du haschich. En 1958, le roi Mohamed V a confirmé l’interdiction de planter du cannabis, introduite auparavant par les occupants français. Après des révoltes infructueuses des Rifains entre 1958 et 1959, le roi a finalement encouragé les agriculteurs à cultiver plus de cannabis. Il a ensuite motivé les Marocains à aller travailler à l’étranger. Du coup, une bonne partie de l’Europe a découvert le cannabis, « kif » en marocain. Les cultures et le commerce de cette plante ont évolué à un tel point que le Maroc est désormais le plus grand exportateur de haschich au monde. Dans les années 1990, énormément d'Espagnols, de Français, de Belges et de Néerlandais issus de la diaspora marocaine feront le choix de gagner leur vie en transportant la drogue de Gibraltar jusqu'à Amsterdam en passant par les grandes villes telles que Madrid, Marseille, Paris, Bruxelles, Anvers ou encore Rotterdam. Ils travailleront en alliance avec les trafiquants rifains issus des montagnes où a lieu la production.
La majeure partie du haschich est exportée vers l’Europe, mais aussi vers les États-Unis, qui font pression depuis des années sur le Maroc pour qu’il lutte contre la culture de cannabis. Le pays nord-africain soutient également qu’il le fait. Les autorités marocaines déclarent qu’elles poursuivent des centaines de milliers de cultivateurs de haschich et qu’elles s’attaquent durement aux membres de la mafia de la drogue. Selon elles, la superficie des champs de cannabis a diminué de 60 % en dix ans. Or, la production de haschich a augmenté de 7 % au cours de la même période. Ces chiffres contradictoires soulèvent bien des questions sur la scène internationale. Entre 2015 et 2016, le royaume a produit quelques 700 tonnes de cannabis, d'après un rapport publié début mars par le département d’État américain, estimé à 100 milliards de dollars, une fois transformé en haschich, selon le même rapport.
En avril 2017, les autorités marocaines ont saisi près de Nador (nord-est du Rif) environ 15 tonnes de haschich (résine de cannabis) et arrêté un homme de 46 ans pour liens présumés avec « un réseau criminel de trafic international de drogue ». Cette opération a également permis la saisie de six voitures portant de fausses plaques d'immatriculation servant pour le transport et le trafic de drogue, ont-elles précisé dans un communiqué cité par l'agence marocaine MAP. Malgré ses efforts pour réduire les plantations de cannabis sur son territoire, le Maroc demeure le premier producteur mondial de haschich et l'un des plus importants exportateurs de résine de cannabis, écoulée pour l'essentiel en Europe, selon l'Office des Nations unies contre la drogue et le crime (ONUDC).
Au Maroc, les trafiquants belgo-marocains et néerlando-marocains investissent plusieurs milliards d'euros par an dans les immeubles, les complexes hôteliers, les restaurants et sociétés de location de voitures et pénètrent également le monde de la politique et de la justice, menant à la corruption politique.

#### Mohamed El Kharaz, le puissant baron de la drogue
Mohamed El Kharaz alias Chérif Bin Alouidane, est réputé pour être un trafiquant de drogue de calibre mondial, présenté comme le plus influent de l’histoire du Maroc. Son arrestation a fait couler beaucoup d’encre et  fait éclater l’une des plus spectaculaires affaires de drogue que le Maroc ait jamais connu. Connu en Colombie, en Italie, ou auprès nombreuses mafias internationales, il disposait d'un pouvoir de corruption incroyable dans la justice et la police, ainsi que d'une fortune colossale.
El Kharaz est également connu pour avoir participé à une réunion avec d'importants barons de la drogue, dont le très célèbre Pablo Escobar entre 1986 et 1988, qui s'était rendu au Maroc pour rencontrer les barons de la drogue marocains. C'est entre 1980 et 2004 que le Maroc a connu l'apogée du trafic de drogue, avec un chiffre d'affaires de plusieurs milliards. Les « cartels marocains » étaient durant plusieurs années en association avec les cartels colombiens de Medellín et de Cali, faisant du Maroc un pays de transit à l'échelle internationale, ce qui poussera la DEA américaine à s'impliquer aux frontière du Maroc, dans le but de traquer les trafiquants marocains ainsi que Pablo Escobar.
À l'époque de Mohamed El Kharaz, les trafiquants marocains se servaient de la corruption de juges, avocats, policiers au nord du Maroc pour échapper aux Américains et à l'État marocain.

#### Ben Ziane Berhili, le roi du haschich
Activement recherché depuis plusieurs années, Ben Ziane Berhili, entrepreneur de 57 ans et gérant d’une pâtisserie employant une soixantaine de personnes au Maroc, a été arrêté en 2016 à Casablanca pour trafic de drogue international. « Berhili est indiscutablement l’un des plus gros trafiquants de haschich au monde », a dit Francesco Mazotta, le chef de la Guardia di Finanza, la police financière italienne qui a mené l’enquête à Palerme. « Sa capture a été une bataille acharnée conduite par la police européenne en Méditerranée », a-t-il précisé. Il faut dire que le trafiquant de drogue importait chaque année en Europe environ 400 tonnes de haschich. L’enquête a notamment permis à la police italienne de perquisitionner au large des côtes siciliennes sept bateaux transportant 120 tonnes de drogue, représentant 1,2 milliard d’euros. Depuis 2013, plus de 280 tonnes de haschich ont été interceptées en Méditerranée.

### Espagne
Dans les années 2010, un nombre important de narcotrafiquants marocains s'est implanté dans le sud du territoire espagnol. Selon la police espagnole, le marché du haschich et de la cocaïne serait largement entre les mains des trafiquants marocains. L'Espagne est classé deuxième pays européen après les Pays-Bas comme principal importateur de cocaïne en provenance d'Amérique du Sud. Contrairement à la Mocro Maffia aux Pays-Bas, les criminels marocains se penchent plus vers une alliance entre trafiquants, coopérant très souvent avec leur confrères albanais et des criminels serbes.
Le 1er mai 2017, la police nationale espagnole a annoncé l’arrestation de 30 narcotrafiquants de nationalités marocaines et espagnoles. L'enquête a démontré que les membres de ce réseau marocain appartenaient à un gang criminel dénommé « Los Castañas », considéré comme«  le plus grand réseau de trafic de drogue opérant dans la zone de Campo de Gibraltar ».
Le chef présumé du réseau, qui possédait un faux passeport, a été interpellé au Maroc avec son fils, alors qu’ils faisaient l’objet de deux mandats d’arrêt internationaux.
Le 28 novembre 2017, Abdellah El Haj Sadek Membri, âgé de 34 ans, surnommé le Messi du haschich et originaire de Tanger est arrêté à Algésiras par la Guardia Civil dans le cadre d'une opération menée dans la région de Campo de Gibraltar. L'homme gérait un important réseau de trafic de drogue entre l'Espagne et le Maroc. Abdellah était un ancien détenu de la prison de Tanger, s'étant évadé avant de monter en Espagne.

#### El Nene, le roi du haschisch en Espagne
Mohamed Taieb El Ouazzani, alias El Nene (le gamin) est l’un des plus grands narcotrafiquants marocains, actif au Maroc ainsi qu'en Espagne. C'est un acteur majeur de la mafia marocaine opérant dans le trafic de drogue. Un joint sur 10 fumé en Espagne serait acheminé par El Nene. En août 2014, il est assassiné par un gang rival au large du Marina Smir (au nord du Maroc) à la suite d'un règlement de comptes.
La police estime sa fortune à 30 millions d’euros, ce que l’intéressé a confirmé à la presse espagnole : « J’ai plus de millions que d’années. » El Nene possédait de nombreuses propriétés au Maroc et en Espagne, notamment à Playa Benitez, le quartier huppé de Ceuta, non loin de Jado, où il a grandi, un quartier de logements sociaux avec vue sur le détroit de Gibraltar.
El Nene a commencé par jouer les petites mains, puis il s’est hissé progressivement dans la hiérarchie du trafic. À 14 ans, il aurait travaillé pour Mohamed Echeeri, dit El Indio, un des plus grands narcotrafiquants marocains. El Nene traversait alors les 14 kilomètres du détroit sur des scooters de mer volés et chargés de shit. Deux ans plus tard, il pilotait lui-même des Gomas, Zodiac dotés de quatre moteurs de 250 chevaux, capables de filer à 50 nœuds, pour livrer la drogue sur les plages espagnoles.
En 1998, à 23 ans, El Nene est considéré par les autorités espagnoles comme le plus gros convoyeur de haschich, avec plus de 50 tonnes par an. Il est surtout devenu son propre patron, à la tête d’une flottille de Gomas. À Ceuta, il se fait remarquer, paradant au volant de bolides rutilants et distribuant les billets de 200 euros aux gamins de Jado.
En France, les groupes marocains participent activement au trafic de cannabis en gros et aux réseaux de blanchiment d'argent vers le Maroc. Ils participent au trafic de drogue dure en s'approvisionnant souvent chez leurs compatriotes aux Pays-Bas ou en Belgique, parfois en Espagne, mais surtout pour le cannabis.

#### «Laca», le parrain marocain de la cocaïne à la Costa del Sol
Abdelkader Benali Mohamedi, alias « Laca », est née en 1945 à Bni Chiker dans la province de Nador. Il démarre par le trafic de cannabis en fournissant les militaires espagnols à Melilla, puis après s'être installé sur la Costa del Sol dans les années 1970, il poursuit son trafic à plus grande échelle. À partir des années 2000, il se reconvertit dans le trafic de cocaïne à la tonne en travaillant directement avec les cartels de Cali et de Medellín. Il est arrêté à l'aérodrome d'Algésiras avec 960 kg de cocaïne dissimulés dans des ananas provenant du Costa Rica.
« Laca » est considéré par la police espagnole comme le plus grand trafiquant de cocaïne d'Espagne et d'Afrique du Nord. Il a réussi, en quarante années de trafic prospère, à introduire en Espagne des tonnes de cocaïne et d’autres drogues dures placées dans des cargaisons de fruits tropicaux, depuis des pays d’Amérique latine. Il avait investi avec des hommes d'affaires espagnols en Afrique de l'Ouest, plus précisément en Guinée, pour faciliter le transport de la drogue par voie maritime.
Au fil des années, le narcotrafiquant a tissé son réseau et est devenu une référence dans le monde de la drogue à Marbella,.

#### Los Suecos, le contrôle sur la Costa del Sol
La bande Los Suecos fait pour la première fois son apparition dans les médias à la fin de 2018. Cette mafia ayant Malaga et Malmö comme villes principales est composé de plusieurs binationaux néerlando-marocains, maroco-suédois et hispano-marocains dont plusieurs jeunes qui sont issus des quartiers d'Amsterdam et Malmö. Ayant assassinés deux personnes en Espagne en 2018, les autorités espagnoles estiment un nombre plus important d'assassinats. Les deux personnes liquidées sont Marco Avila Ramos à Malaga et Soufian Mohammed , surnommé El Zocato à Estepona. En 2018, au moins 10 personnes ont été arrêtées en Suède pour des affaires de bande organisée.
Selon El País, cette bande est la plus dangereuse de la Costa del Sol et entretient d'importants contacts avec les cartels colombiens. Ces liens laissent croire que ce réseau serait lié à l'importation de cocaïne vers l'Europe.

### Belgique

#### Criminalité «Maroxelloise»

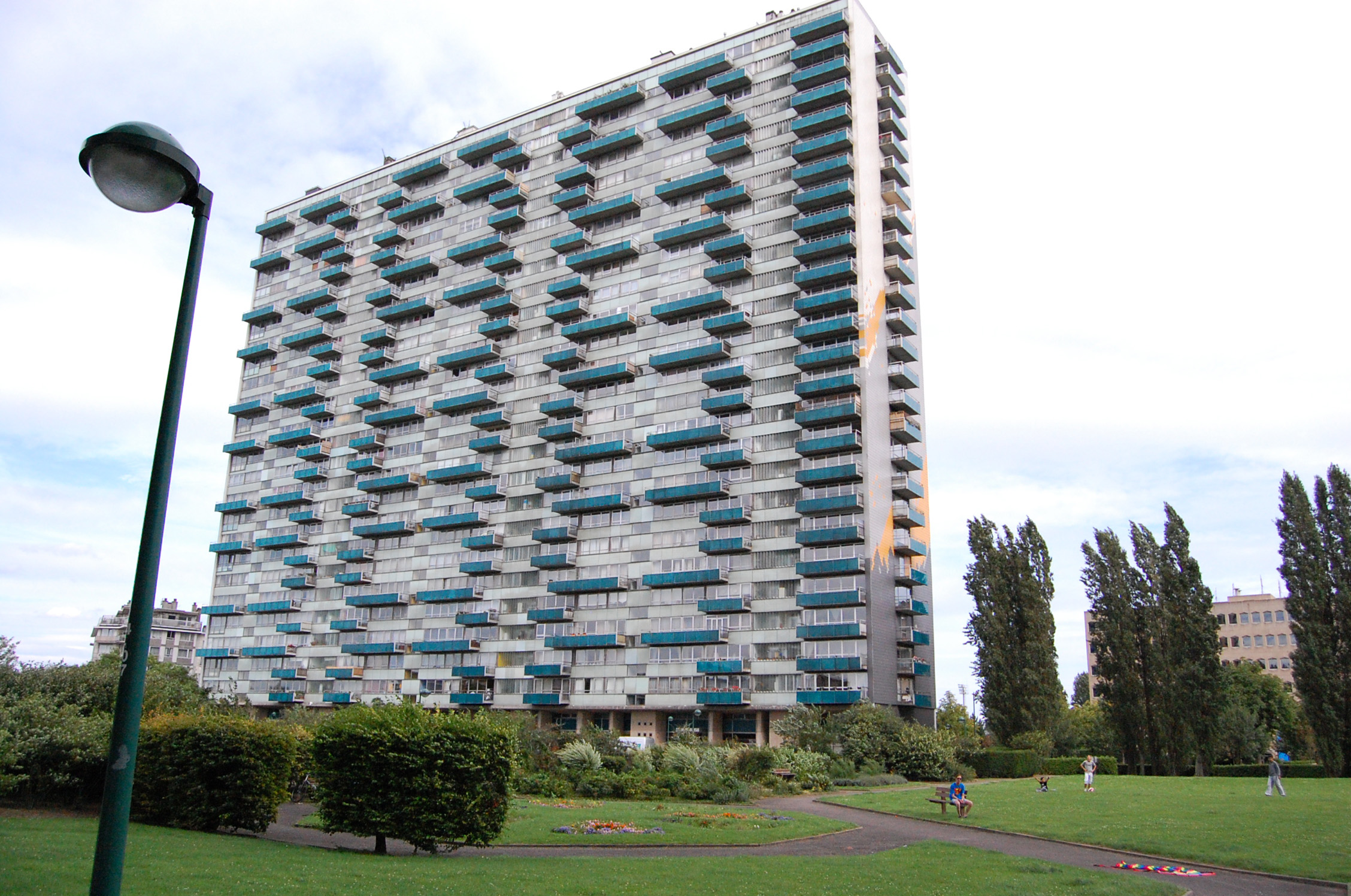
Molenbeek, la commune à forte communauté marocaine.

Les groupes marocains à Bruxelles sont spécialisés dans les braquages de grandes envergures et le trafic d'armes. Ils pratiquent également le trafic de drogue, mais dans une moindre mesure en comparaison de leurs compatriotes du nord de la Belgique et des Pays-Bas. Parmi les braquages de grandes envergures, on note les bandes belgo-marocaines ayant commis leurs crimes au Maroc, notamment dans la ville de Tanger ainsi qu'à Rabat. Le groupe qui opérait à Tanger y est aussi impliqué dans des assassinats. Ils possédaient des moyens logistiques très sophistiqués, chose courante dans le banditisme en Europe, mais pas au Maroc. Si le Maroc est habitué aux trafics en tous genres, il n'est pas habitué aux braquages au contraire de leurs ressortissants vivants en Europe. Le grand banditisme marocain de Bruxelles est l'un des plus «compétents» en Europe, et la majorité des attaques commises en Belgique et aux Pays-Bas ainsi qu'au Luxembourg ou le long de la frontière allemande et dans le nord de la France est, d’après une statistique de la police, perpétrée par des groupes bruxellois en grande majorité d'origine marocaine. La police belge est souvent prévenue quand se passe un casse d'importance dans les zones géographiques citées. Chaque semaine, au moins un braquage est commis dans la région bruxelloise.
Bruxelles est également une des plaques tournantes du trafic d'armes en Europe, notamment à Molenbeek-Saint-Jean et Schaerbeek où plus d'une dizaine d'armes ont servi à des terroristes islamistes pour préparer les attentats de Madrid du 11 mars 2004, l'attentat du Musée juif de Belgique en 2014, les attentats du 13 novembre 2015 en France ou encore les attentats du 22 mars 2016 à Bruxelles.
Aujourd'hui, la commune de Molenbeek connait une très mauvaise réputation due au crime organisé marocain qui règne dans le secteur. Ayant un des plus grands banditismes en Europe, le taux de criminalité et le chômage à Molenbeek se retrouve en tête des pires endroits en Belgique.
Les évasions spectaculaires ont été monnaie courante dans le milieu criminel marocain du grand banditisme bruxellois : évasion en hélicoptère à plusieurs reprises, à l'échelle ou à l'explosif et à l'arme lourde mené par des commandos venus de l’extérieur.

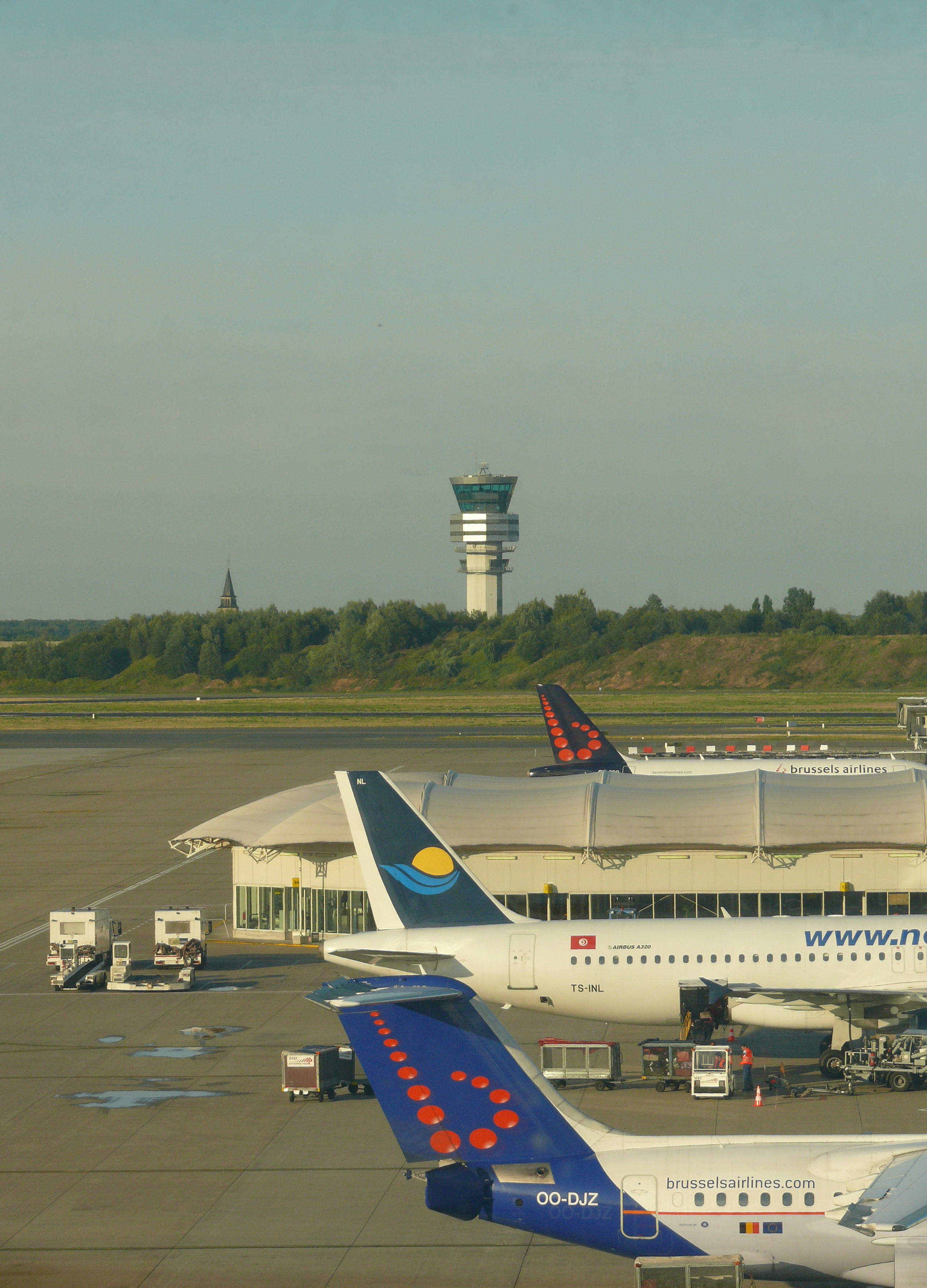
L'aéroport de Zaventem en 2013.

Les bandes organisées marocaines à Bruxelles ont mené des casses de grande envergure, notamment les diamants du tarmac de l'aéroport de Zaventem ou celui de Luxembourg, le très impressionnant casse du siège de la Brink's à Amsterdam ou encore le hold-up du casino de Bruxelles. Tous ces gros casses ont été commis par des bandes marocaines du grand banditisme bruxellois. Le braquage commis sur le tarmac de l´aéroport de Bruxelles a vu s'envoler en moins de dix minutes 50 millions de dollars de diamants, correspondant à une valeur de 37 millions d’euros. Un journal flamand et des enquêteurs étrangers évoquent un montant huit fois supérieur. Il aurait été commis par des criminels marocains. Il s’agirait donc pour certains du second plus gros braquage de l’histoire, ou pour d’autres du casse du siècle.
Le 18 février 2013, un convoi Mercedes et Audi S8 force sans difficulté la clôture et se parque derrière des baraquements de chantier. À l’intérieur des deux véhicules se trouvent huit hommes lourdement armés et cagoulés, munis d’uniformes de police et de fusils d’assaut, des AK-47 pour certains, des P-90 pour d’autres. Les hommes s’emparent des 121 colis chargés dans la soute et dans le fourgon de la Brink’s. La manœuvre dure 3 minutes 20. Après des recherches policières, la majorité des braqueurs serait des Marocains dont plusieurs ont été interpellés en Suisse et au Maroc. Les quatre Marocains interpellés sont accusés de « tentative d’homicide volontaire, braquage armé contre des dépôts de sociétés de transport de fonds, vol d’un important lot de bijoux dans un aéroport européen » et « attaque armée contre un hôpital belge pour organiser l’évasion d’un détenu »,. Marc Bertoldi,, et l'un des principaux suspects du casse détenu à Metz en France, arrêté grâce aux autorités marocaines, a été également aperçu à Casablanca avec des criminels marocains impliqués dans ce braquage,. L’homme nie encore tout rapport avec le vol de diamants, au même titre que les 19 autres personnes arrêtées pour leur présumée implication dans cette affaire. Tarek Bouazza,, un belgo-marocain, présumé cerveau de cette opération, a été placé sous mandat d’arrêt en 2013.
Le suspect se trouvait sur le tarmac de l’aéroport de Bruxelles le 18 février 2013, jour du casse, avec d’autres criminels marocains comme Bajadi Hussein, Nordine El Hoffadi, Hassan Baghli et le Français Marc Bertoldi. En seulement cinq minutes, tous les diamants se sont volatilisés, sans faire de victimes. Ce braquage est entré dans l’histoire des plus grands casses du siècle.
Outre les braquages, le trafic d'armes et de stupéfiants, les Marocains à Bruxelles sont connus pour faire partie des plus grands blanchisseurs d'argent.
En 2016, le plus gros réseau de blanchiment d'argent de l'histoire de l'Europe est démantelé entre l'Europe et le Maroc, qualifié de réseau hors norme, ou encore qualifié par le patron d’Europol de jamais vu. Les commanditaires sont membres d'une famille marocaine de Bruxelles originaire de la région du Rif et résidents à Dubaï. Les auteurs du blanchiment d'argent sont des Marocains, résidant au Maroc, aux Pays-Bas et en Belgique. Les transporteurs étaient des ressortissants algériens pour la plupart originaires de l'Oranie et de la ville d'Annaba. De nombreuses arrestations ont eu lieu en France, principalement à Marseille (Bouches-du-Rhône).

### Pays-Bas

#### Plofkraak-maffia, réseau de braquages explosifs

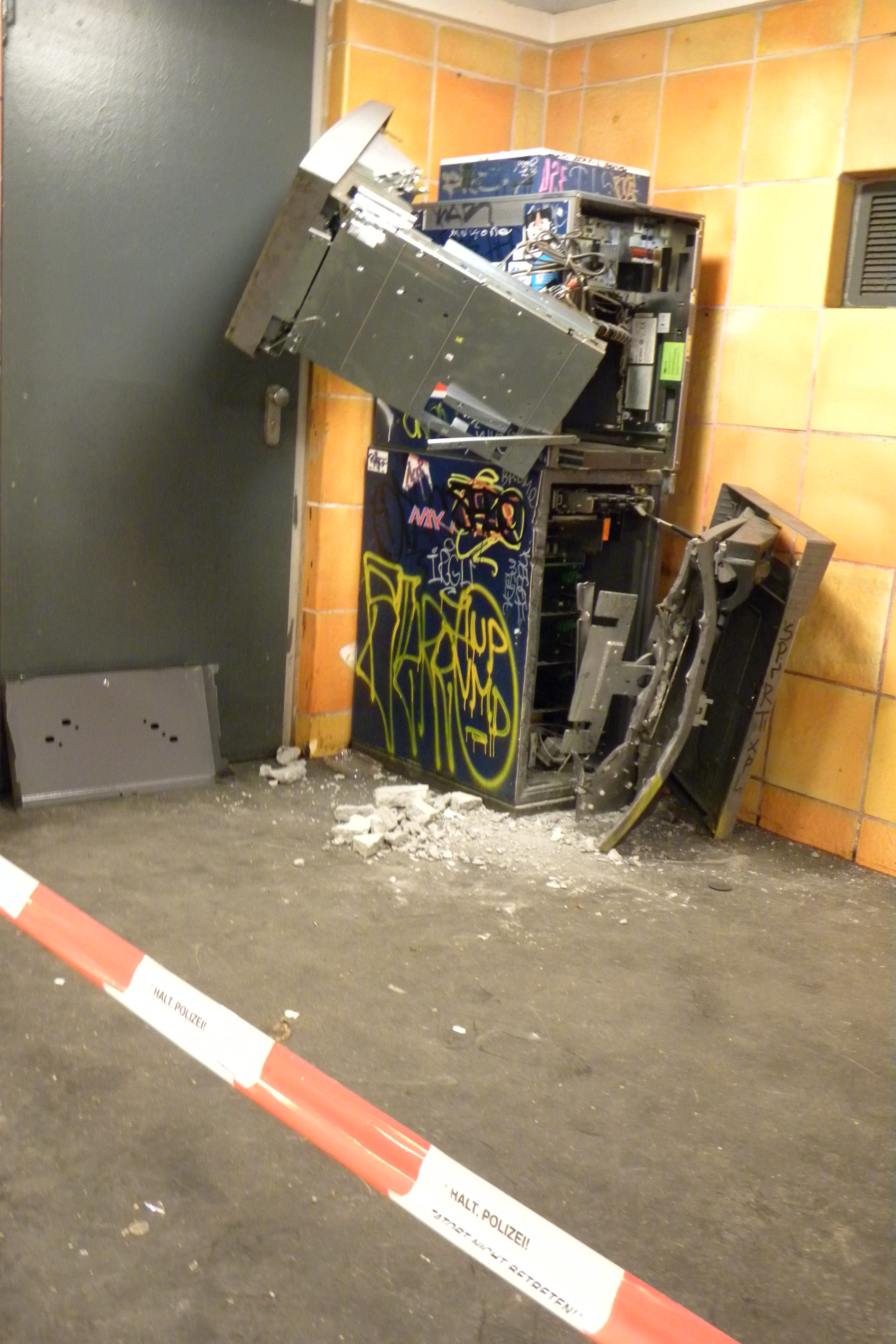
Braquage explosif commis à Berlin.

Depuis 2016, un important réseau criminel surnommé les Audi Bende (Le réseau des Audi) se met en activité aux Pays-Bas, plus précisément dans la ville d'Utrecht. Selon la police néerlandaise, il s'agirait d'un nombre d'environ 250 personnes âgées entre 18 et 30 ans, pour la majorité des Néerlandais d'origine marocaine ayant pour but d'attaquer les banques à l'aide d'explosifs aux Pays-Bas ainsi qu'à l'étranger, notamment en Belgique et en Allemagne.
Les Pays-Bas enregistrent en 2016 un total de 79 braquages explosifs, en 2017 un nombre de 65 braquages explosifs. Des nombres à voir nulle part ailleurs dans le continent européen. Connus pour voler des voitures de marque Audi et n'hésitant pas à tirer sur la police, le réseau criminel fut considéré en 2018 comme étant l'un des plus actifs au monde dans le domaine des braquages explosifs par Europol. Cagoulés, ils sont souvent 2 à 4 personnes à agir plus particulièrement dans les villes des Pays-Bas, de Belgique et surtout en Allemagne où plus de 20 faits ont été reconnus avoir été perpétré par un réseau néerlando-marocain. Difficile pour la police de démanteler le réseau, elle enregistre chaque mois des voitures allant à des 250 km/h sur les autoroutes allant d'Utrecht en Allemagne. En avril 2017, la police de Düsseldorf arrête un néerlando-marocain âgé de 28 ans, jugé avoir commis un total de 17 braquages explosifs en Allemagne.
En février 2016, deux braqueurs néerlando-marocains originaires d'Utrecht trouveront la mort après un go-fast à vive allure entre la frontière allemande et néerlandaise. La police allemande découvrira un butin de plus de 600 000 euros dans le lieu du crash.
Depuis 2018, le réseau attaque la Belgique dans la région flamande. Ils auraient commis depuis début 2018 au moins une vingtaine de braquages explosifs. Le 4 juin 2018, ce sont 400 000 euros qui ont été volatilisé à Kinrooi par ce même réseau basé à Utrecht. Quelques jours plus tard, la banque Bpost de Lommel explose à son tour.